# Erythrocercus mccallii
Az Erythrocercus mccallii a verébalakúak (Passeriformes) rendjébe, ezen belül az Erythrocercidae családba és az Erythrocercus nembe tartozó faj. 10 centiméter hosszú. Angola, Benin, Egyenlítői-Guinea, Elefántcsontpart, Gabon, Ghána, Guinea, Kamerun, a Kongói Demokratikus Köztársaság, a Kongói Köztársaság, a Közép-afrikai Köztársaság, Libéria, Mali, Nigéria, Sierra Leone és Uganda mocsaras területein, nedves erdőiben él. Kis gerinctelenekkel táplálkozik.

## Alfajai
- E. m. nigeriae (Bannerman, 1920) – délnyugat-Mali, északkelet- és dél-Guineától délnyugat-Ghánáig, dél-Benin, délnyugat-Nigéria;
- E. m. mccallii (Cassin, 1855) – délkelet-Nigériától délnyugat-Közép-afrikai Köztársaságig, Gabonig, Kongói Köztársaságig, északnyugat-Angoláig, közép-Kongói Demokratikus Köztársaság;
- E. m. congicus (Ogilvie-Grant, 1907) – kelet-Kongói Demokratikus Köztársaság, nyugat-Uganda.

## Fordítás
- Ez a szócikk részben vagy egészben  a   Chestnut-capped flycatcher című angol Wikipédia-szócikk fordításán alapul.  Az eredeti cikk szerkesztőit annak laptörténete sorolja fel. Ez a jelzés csupán a megfogalmazás eredetét és a szerzői jogokat jelzi, nem szolgál a cikkben szereplő információk forrásmegjelöléseként.